# Gilberto Parlotti

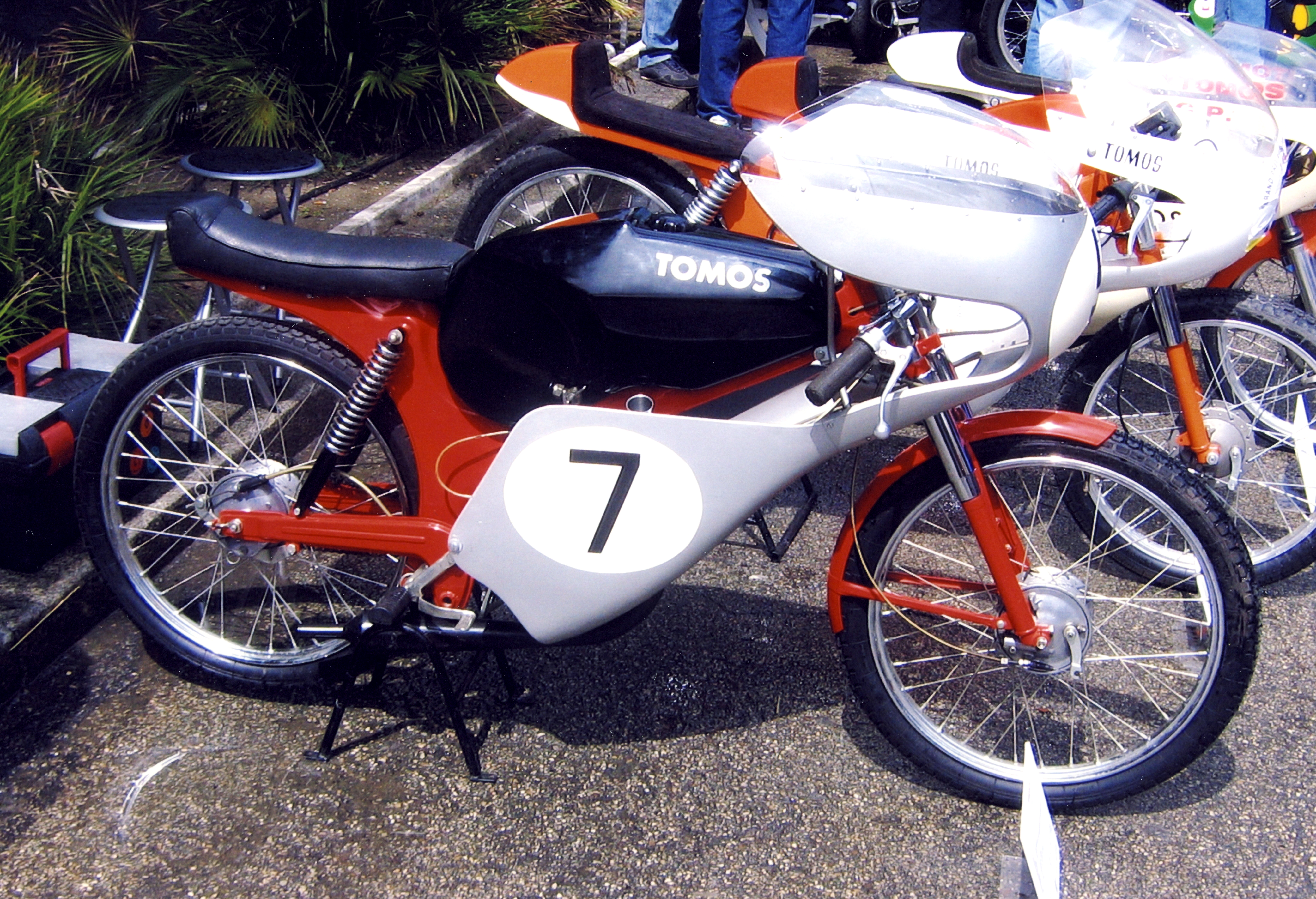
Die Tomos D6S 50 GP, mit der Parlotti 1969 und 1970 die Italienische 50-cm³-Meisterschaft gewann

Gilberto Parlotti (* 17. September 1940 in Zero Branco; † 9. Juni 1972 in The Verandah, Isle of Man) war ein italienischer Motorradrennfahrer.

## Karriere
Parlotti nahm zwischen 1969 und 1972 an der FIM-Motorrad-Weltmeisterschaft teil. Er trat auf Maschinen der Marken Benelli, Derbi, Morbidelli und Tomos an.
Nachdem er in der Saison 1972 die ersten beiden Rennen der 125-cm³-Klasse in Deutschland und Frankreich gewonnen hatte, nahm er bei der 1972 Isle of Man TT teil. Am 9. Juni 1972 verlor er in der zweiten Runde des Ultra-Lightweight-TT-Rennens (125-cm³-Klasse), in Führung liegend, auf dem Streckenabschnitt The Verandah auf der A18 Mountain Road die Kontrolle über seine Morbidelli und stürzte auf der regennassen Strecke so schwer, dass er seinen Verletzungen noch an der Unfallstelle erlag.

## Statistik

### Erfolge
- 1969 – Italienischer 50-cm³-Meister auf Tomos
- 1970 – Italienischer 50-cm³-Meister auf Tomos
- 1971 – Italienischer 125-cm³-Meister auf Morbidelli
- 4 Grand-Prix-Siege

### In der Motorrad-Weltmeisterschaft
| Saison | Klasse  | Motorrad   | Rennen | Siege | Zweiter | Dritter | Schn. Runden | Punkte | Ergebnis |
| ------ | ------- | ---------- | ------ | ----- | ------- | ------- | ------------ | ------ | -------- |
| 1969   | 50 cm³  | Tomos      | 6      | –     | –       | –       | –            | 31     | 6.       |
| 1969   | 250 cm³ | Benelli    | 1      | –     | 1       | –       | –            | 12     | 15.      |
| 1970   | 50 cm³  | Tomos      | 2      | –     | –       | 1       | –            | 15     | 9.       |
| 1970   | 125 cm³ | Morbidelli | 1      | 1     | –       | –       | –            | 15     | 11.      |
| 1971   | 50 cm³  | Derbi      | 2      | –     | 1       | 1       | –            | 22     | 8.       |
| 1971   | 125 cm³ | Morbidelli | 3      | 1     | 2       | –       | –            | 39     | 8.       |
| 1972   | 125 cm³ | Morbidelli | 4      | 2     | 1       | 1       | –            | 52     | 5.       |
| Gesamt | Gesamt  | Gesamt     | 19     | 4     | 5       | 3       | 0            | 479    |          |